# Пелешук, Михаил Иванович
Михаил Иванович Пелешук (1904, Сумы, Харьковская губерния — 1 декабря 1995, Москва) — управляющий трестом «Коксохиммонтаж» Министерства монтажных и специальных строительных работ СССР (Москва), Герой Социалистического Труда (07.05.1971).

## Биография
С начала 1940-х по 1947 г. главный инженер треста «Коксохиммонтаж». Во время войны руководил строительством предприятий коксохимической промышленности.
С сентября 1947 по сентябрь 1974 года управляющий трестом «Коксохиммонтаж» Министерства монтажных и специальных строительных работ СССР.
За перевыполнение предприятиями треста заданий пятилетнего плана удостоен звания Героя Социалистического Труда (07.05.1971). Награждён орденами и медалями. Заслуженный строитель РСФСР.
С сентября 1974 г. на пенсии.
Автор воспоминаний:
- Пелешук Михаил Иванович. Все для фронта! Все для победы: [Стр-во предприятий коксохим. пром-сти в годы Великой Отеч. войны]. — Монтажные и спец. работы в стр-ве, 1975, No 5

Похоронен на Ваганьковском кладбище.